# 沈成鵠
沈成鵠（1878年-？）字彦侯，福州閩侯人。為沈葆楨的孫子。
1918年9月14日，沈成鵠被任命為中華民國駐古巴代辦使事，並於10月26日到任，直至1919年11月25日離職。
1921年7月20日，中華民國北洋政府為解決海界長期不明確的狀況，召開海界委員會討論中國海界與經濟領域。沈成鵠在該委員會中作為外交部代表委員。